# سهيل بيرقي
سهيل بيرقي (مواليد 15 أكتوبر 1986 في شهرضا) هو مخرج وكاتب سيناريو ومنتج إيراني. أفلام «أنا» و «العرق البارد» و «الذوق العام» هي أفلام هذا المخرج الشاب. بدأ العمل في السينما مع مساعد مخرج عام 2005 وبعد عقد من العمل كمبرمج ومساعد مخرج في أفلام مختلفة، أخرج أول فيلم روائي طويل له بعنوان «أنا». بيرقي لديه أيضًا خلفية في الإخراج المسرحي والكتابة المسرحية.